# Deck Nine
Az Idol Minds, LLC (Deck Nine vagy Deck Nine Games néven forgalmazva 2017 óta) amerikai videójáték-fejlesztő cég Westminsterben, Coloradóban. A stúdiót 1997-ben alapította Mark Lyons és Scott Atkins, csak a PlayStation konzolokra fejlesztett játékokat 2012-ig, mielőtt elkezdtek mobiltelefonokra is szoftvert gyártani. 2017 májusában vették fel a Deck Nine nevet, történetközpontú játékokat kezdtek készíteni.
A cég legnagyobb sikerét a Life Is Strange-sorozatban való részvétele hozta meg, amelyben először 2017-ben vettek részt, a Life Is Strange: Before the Storm előzetes fejlesztésével, és amely szinte egyetlen címük a névváltoztatás óta. 2021-ben a Square Enix bejelentette, hogy teljesen átadta a sorozat fejlesztését a Deck Nine-nak, miután az eredeti fejlesztő, a Dontnod, befejezte a Life Is Strange 2-t. Ugyanebben az évben bejelentették a Life Is Strange: True Colors és a Life Is Strange Remastered Collection megjelenését. A 2024-ben megjelenő Life Is Strange: Double Exposure fejlesztői is voltak. A 2020-as években munkavállalóiknak nagy részét leépítették.

## Játékok
Idol Minds néven
- Cool Boarders 3 (1998, PlayStation)
- Rally Cross 2 (1998, PlayStation)
- Cool Boarders 4 (1999, PlayStation)
- Supercross Circuit (1999, PlayStation)
- Cool Boarders 2001 (2000, PlayStation, PlayStation 2)
- My Street (2003, PlayStation 2)
- Neopets: The Darkest Faerie (2005, PlayStation 2)
- Pain (2007, PlayStation 3)
- Madagascar: Escape 2 Africa (2008, PlayStation 2)
- Ratchet & Clank Collection (2012, PlayStation 3)
- Linked Together (2012, iOS)
- Ratchet: Deadlocked (2013, PlayStation 3)
- Phrazzle (2013, iOS, Android)
- Tales of Honor: The Secret Fleet (2014, iOS, Andriod)
- Qube Kingdom (2014, iOS, Andriod)

Deck Nine néven
- Life Is Strange: Before the Storm (2017, Android, iOS, Linux, macOS, Windows, PlayStation 4, Xbox One)
- Life Is Strange: True Colors (2021, Microsoft Windows, Nintendo Switch, PlayStation 4, PlayStation 5, Google Stadia, Xbox One, Xbox Series X/S)
- Life Is Strange Remastered Collection (2022, Microsoft Windows, Nintendo Switch, PlayStation 4, Stadia, Xbox One)
- The Expanse: A Telltale Series (2023, Microsoft Windows, PlayStation 4, PlayStation 5, Xbox One, Xbox Series X/S)
- Life Is Strange: Double Exposure (2024, Microsoft Windows, Nintendo Switch, PlayStation 5, Xbox Series X/S)